# Pantelej Kiselov
Pantelej Kiselov (Svištov, 23 ottobre 1863 – Sofia, 14 ottobre 1927) è stato un generale bulgaro.
Prese parte alla guerra serbo-bulgara del 1885, alle guerre balcaniche del 1912-1913 ed alla prima guerra mondiale. Egli è conosciuto in particolare per il comando della 4ª divisione di fanteria Preslav durante la campagna rumena del 1916 e per la sua importante vittoria nella Battaglia di Turtucaia.

## Biografia
Pantelej era il figlio terzogenito di Georgi Kiselov e di sua moglie Tomitsa Kiselova; i suoi tre fratelli avevano il nome di Simeon, Iliya e Angel ed aveva anche due sorelle, Elena ed Eudikia. Georgi era un ricco mercante che desiderava che i suoi figli proseguissero la sua attività e come tale ebbe cura per la loro educazione, inviandoli a frequentare l'istituto di Svištov e poi facendoli seguire da un tutore; Pantelej era molto dotato nello studio delle lingue, in particolare del francese, e sviluppò ottimi rapporti col suo tutore Georgi Borov.
Il 28 giugno 1877 i russi attraversarono il Danubio, occuparono Svištov e stabilirono la loro base operativa nel villaggio. I soldati vennero accolti con favore dalla locale popolazione bulgara, incluso il quattordicenne Pantelej Kiselov che divenne amico di diversi ufficiali e soldati russi. Nel 1880 Pantelej venne ferito accidentalmente da suo fratello minore Angel, il quale stava giocando con un revolver russo senza sapere che la pistola era carica. Rimessosi dalla ferita, Kieslov entrò all'accademia militare nella nuova capitale bulgara di Sofia nel 1880; Georgi Kiselov supportò la decisione di suo figlio ma poco dopo perdette gran parte della propria fortuna in investimenti errati, si ammalò e in seguito morì.
Durante gli anni dell'accademia Pantelej imparò il russo e si dimostrò un ottimo studente. Il 30 luglio 1883, il giorno del suo onomastico, ottenne la sua prima promozione ad ufficiale, venendo poi assegnato al 15º Battaglione di fanteria, il quale a quel tempo stazionava proprio nel suo paese natale di Svištov.

### La guerra serbo-bulgara
Dopo lo scoppio della guerra serbo-bulgara il luogotenente Kiselov e la sua compagnia vennero inviati a difendere la fortezza di Vidin, dove ricevette il proprio battesimo del fuoco: il villaggio venne presto assediato dai serbi che erano numericamente superiori ai bulgari, ma malgrado questo Kieslov mantenne le proprie posizioni sino al termine della guerra.
Il 1º gennaio 1888 Kiselov venne promosso capitano e assegnato al comando della guarnigione di stanza a Svištov. Pantelej trascorse i successivi dieci anni nel suo villaggio nativo dove si sposò e mise su famiglia. Con la moglie ebbe tre figli: Georgi, Aleksandar e Tatiana.
Il 1º gennaio 1899, mentre era di servizio a Varna, venne promosso maggiore e ricevette il comando di un battaglione di fanteria. Nel 1908 venne inaspettatamente richiamato a Sofia e assegnato al comando della città per diversi mesi, dovendo poi recarsi in Francia per dei corsi di formazione aggiuntivi; trascorse quindi un anno con l'82º Reggimento francese nel villaggio di Montjoi. Al ritorno in Bulgaria Kieslov venne promosso colonnello e assegnato al comando del 5º Reggimento "Danubio" di stanza a Ruse; alla vigilia della prima guerra balcanica venne assegnato a Varna e ricevette il comando dell'8º Reggimento "Primorski".

### Le guerre balcaniche
Il 17 settembre 1912 lo zar bulgaro Ferdinando I dichiarò la mobilitazione generale dell'esercito. L'ordine raggiunse il reggimento di Kiselov, che in 6 giorni si portò a una mobilitazione completa mettendo in campo 70 ufficiali, 4 cappellani e 4.716 uomini in quattro battaglioni armati di 4.476 fucili o carabine, 4 mitragliatrici pesanti e 29 sciabole. Il 4 ottobre l'8º Reggimento marciò da Varna nell'area predisposta come ritrovo della 4ª Divisione "Preslav", alla quale apparteneva; la 4ª Divisione fu poi assegnata alla Terza Armata al comando del generale Radko Dimitriev, che condusse l'attacco alla fortezza ottomana di Kirk Kilisse. Il reggimento del colonnello Kiselov era parte della forza d'avanguardia e quando avanzò in territorio ottomano venne subito coinvolto in pesanti combattimenti attorno al villaggio di Seliolu; i bulgari tentarono di infliggere una decisiva sconfitta agli ottomani nella successiva battaglia di Kirk Kilisse, ma non riuscirono nell'intento e fecero solo di poco arretrare verso sud il nemico: per questo motivo le armate bulgare si trovarono nuovamente coinvolte in combattimenti pesanti e sanguinosi, che minacciavano di compromettere l'esito delle operazioni. Fu a questo punto che Kieslov decise di farsi promotore del morale generale ponendosi alla testa delle proprie truppe. La battaglia di Lüleburgaz che scaturì da questi scontri terminò con la vittoria dei bulgari ma comportò la perdita di 20.000 uomini e pertanto l'alto comando bulgaro ordinò alle truppe di riorganizzarsi nei giorni successivi. A seguito di questa battaglia la 4ª Divisione partecipò ai combattimento sulla linea di Çatalca, ove rimase sino al termine della guerra.
Poco dopo il termine della prima guerra balcanica, l'esercito bulgaro prese parte alla breve seconda guerra balcanica. La 4ª Divisione, nella quale era ancora incluso l'8º Reggimento, era ora parte della Quarta Armata che si scontrò coi serbi lungo il Vardar, in Macedonia. A seguito del mancato attacco dei bulgari nella battaglia di Bragalnica la Quarta Armata si ritirò presso il villaggio di Kalimantsi. Il 24 giugno il colonnello Kiselov venne assegnato al comando della 7ª Divisione della retroguardia che stava occupando le linee difensive bulgare: qui egli riuscì a convincere i suoi superiori a non abbandonare le posizioni ma ad insistere invece nel resistere all'avanzata serba. Questo atto permise alla 2ª Divisione bulgara di garantirsi il successo nella battaglia di Kalimantsi.
Dopo la guerra Pantelej Kiselov ricevette il comando della 2ª Brigata della 4ª Divisione fanteria, e nell'aprile del 1914 venne nominato comandante dell'intera divisione.

### La prima guerra mondiale
La Bulgaria entrò nella prima guerra mondiale a fianco delle Potenze Centrali nel 1915. La 4ª Divisione era ancora parte della Terza Armata, schierata a difesa del Danubio contro possibili incursioni rumene. Sul finire dell'agosto del 1916 la Romania dichiarò guerra all'Impero austro-ungarico: la Bulgaria fu ovviamente costretta a entrare in conflitto per le alleanze contratte dal 1º settembre 1916, giorno nel quale Kieslov venne promosso maggiore generale.
La Terza Armata bulgara guidò la principale tra le offensive delle Potenze Centrali contro i loro nuovi nemici. La divisione del generale Kiselov ebbe il compito cruciale di catturare l'importante fortezza di Tutrakan, collocata sulle rive del Danubio. In un paio di giorni i bulgari ed un piccolo contingente tedesco posero l'assedio al villaggio che ospitava la guarnigione rumena del forte; il 5 settembre il generale Kiselov diede l'ordine di attaccare le principali linee difensive della fortezza: il compito venne completato solo dopo un intero giorno di scontri e dopo grandi perdite da ambo le parti. La caduta della principale linea difensava lasciò ai rumeni solo le difese delle retrovie, che cedettero infine il 6 settembre dopo un nuovo deciso attacco bulgaro. La battaglia di Turtucaia si concluse con una decisiva vittoria bulgara che ebbe poi un'importanza fondamentale per l'intera campagna: 480 ufficiali rumeni, 28.000 soldati e 120 pezzi d'artiglieria vennero catturati e persino il kaiser celebrò questa vittoria inviando una coppa di champagne al comando generale bulgaro.
Durante la battaglia il generale Kiselov mantenne la propria indipendenza nella direzione delle operazioni, permettendosi anche di disobbedire agli ordini del feldmaresciallo tedesco von Mackensen, il quale era il comandante supremo delle forze bulgare, tedesche e ottomane nell'invasione della Dobrudja. Dopo questi combattimenti egli divenne uno dei più conosciuti e rispettati comandanti bulgari.
Dopo la battaglia di Turtucaia la Terza Armata bulgara continuò la propria avanzata nell'interno del territorio rumeno. La 4ª Divisione e il generale Kiselov presero parte a tutte le altre maggiori battaglie della campagna portando sempre grande successo all'esercito bulgaro su rumeni e russi che li appoggiavano. La campagna si concluse dopo estenuanti combattimenti e l'alto comando si sentì libero di trasferire la 4ª Divisione sul fronte macedone già dall'inizio del 1917, quando il generale ricevette la promozione a luogotenente generale e lì rimase sino alla fine dell'offensiva del Vardar nel 1918.

### Gli ultimi anni
Dopo la Grande Guerra Pantelej Kiselov venne promosso generale di fanteria, il più alto rango dell'esercito bulgaro, e si spostò con la propria famiglia a vivere a Sofia ove morì di un attacco cardiaco il 14 ottobre 1927.